# من أجل حفنة أولاد (فلم)
من أجل فنة أولاد فيلم، مصري من إنتاج عام 1969 بطولة، سهير المرشدي، رشدي أباظة ،عبدالمنعم مدبولي،وغيرهم إخراج، إبراهيم عمارة.
اسم الفيلم مستوحىً من فيلم أمريكي أنتج عام 1965 باسم من أجل حفنة دولارات.

## قصة الفيلم
حسن مدرس في إحدى المدارس الابتدائية تحت رئاسة ناظرها المتشدد الأستاذ مدبولي، يعيش حسن مع زوجته نادية في سعادة رغم مرور سبع سنوات دون إنجاب. يبدأ النزاع بينهما لعدم وجود أطفال، يقترح أحدهم أن يتزوج حسن من شقيقة الناظر ليستطيع إنجاب أطفال. يرحب الناظر ويتم الزواج الذي يظل سرًا على نادية زوجته الأولى.

## فريق التمثيل
| - رشدي أباظة: حسن - سهير المرشدي: نادية - عبد المنعم مدبولي: مدبولي - ناظر المدرسة - سهير زكي: شفيقة اخت مدبولي | - عقيلة راتب: نظيرة زوجة مدبولي - محمد شوقي: جابر مدرس الخط - عبد الحميد المنير: بائع البالونات - مصطفى رشوان | - أحمد شوقي: الطبيب - مصطفى حلمى: مدرس - إبراهيم عمارة: الشيخ مبروك ابو نادية وعم حسن - علي المعاون: فلاح | - عاطف مكرم: ابن مدبولي - هاني شاكر: ابن مدبولي - رأفت فهيم: عبده فراش المدرسة - عبد العظيم كامل: مدرس |

## طقم عمل
| - إبراهيم عمارة (مخرج) - جمال عمار / جمال عمارة (مساعد مخرج - محمد مصطفى سامي (سيناريو وحوار) - سامي غنيم (مؤلف) - ماهر عبدالنور (مهندس الديكور) | - نجيب خوري (منسق المناظر) - مارسيل صالح (نيجاتيف) - فكري رستم (مونتير) - أفلام محمد عمارة (منتج) - علي أيوب (ريجيسير) | - ميتشو (ماكيير) - محمد عمارة (مدير التصوير) - أندريا زنديلس (أندريه) (الصوت) - محمد بكر (مصور فوتوغرافيا) - ميشيل يوسف (موسيقى تصويرية). |

## روابط خارجية
- مقالات تستعمل روابط فنية بلا صلة مع ويكي بيانات
- من أجل حفنة أولاد على موقع الدهليز